# Copa del Món de Futbol de 1954 - Segona fase
La segona fase de la Copa del Món de Futbol de 1954 és la fase final de la competició, disputada a Suïssa, després de la fase de grups. Dos equips de cada grup (8 en total) es classifiquen per la segona fase, disputada a eliminació directa.

## Equips classificats
Els vuit equips classificats per les semifinals van ser:
| Grup 1     | Grup 2              | Grup 3  | Grup 4     |
| Brasil     | Hongria             | Uruguai | Anglaterra |
| Iugoslàvia | Alemanya Occidental | Àustria | Suïssa     |
| ---------- | ------------------- | ------- | ---------- |

## Quadre
|  | Quarts de final      | Quarts de final      |                      |   | Semifinals  | Semifinals  |  |  | Final | Final |
|  |                      |                      |                      |   |             |             |  |  |       |       |
|  | 27 de juny - Berna   |                      |                      |   |             |             |  |  |       |       |
|  |                      |                      |                      |   |             |             |  |  |       |       |
|  | Brasil               | 2                    |                      |   |             |             |  |  |       |       |
|  | Brasil               | 2                    | 30 de juny - Lausana |   |             |             |  |  |       |       |
|  | Hongria              | 4                    |                      |   |             |             |  |  |       |       |
|  | Hongria              | 4                    | Hongria              | 4 |             |             |  |  |       |       |
|  | 26 de juny - Basilea |                      | Hongria              | 4 |             |             |  |  |       |       |
|  |                      | Uruguai              | 2                    |   |             |             |  |  |       |       |
|  | Uruguai              | Uruguai              | 2                    | 4 |             |             |  |  |       |       |
|  | Uruguai              |                      | 4 de juliol - Berna  | 4 |             |             |  |  |       |       |
|  | Anglaterra           | 2                    |                      |   |             |             |  |  |       |       |
|  | Anglaterra           | 2                    | Hongria              | 2 |             |             |  |  |       |       |
|  | 27 de juny - Ginebra |                      | Hongria              | 2 |             |             |  |  |       |       |
|  |                      | Alemanya Occidental  | 3                    |   |             |             |  |  |       |       |
|  | Iugoslàvia           | Alemanya Occidental  | 3                    | 0 |             |             |  |  |       |       |
|  | Iugoslàvia           | 30 de juny - Basilea |                      | 0 |             |             |  |  |       |       |
|  | Alemanya Occidental  | 2                    |                      |   |             |             |  |  |       |       |
|  | Alemanya Occidental  | 2                    | Alemanya Occidental  | 6 |             |             |  |  |       |       |
|  | 26 de juny - Lausana |                      | Alemanya Occidental  | 6 |             |             |  |  |       |       |
|  |                      | Àustria              | 1                    |   | Tercer lloc | Tercer lloc |  |  |       |       |
|  | Àustria              | Àustria              | 1                    | 7 | Tercer lloc | Tercer lloc |  |  |       |       |
|  | Àustria              |                      | 3 de juliol - Zuric  | 7 |             |             |  |  |       |       |
|  | Suïssa               | 5                    |                      |   |             |             |  |  |       |       |
|  | Suïssa               | 5                    | Uruguai              | 1 |             |             |  |  |       |       |
|  |                      |                      |                      |   |             |             |  |  |       |       |
|  | Àustria              | 3                    |                      |   |             |             |  |  |       |       |
|  | Àustria              | 3                    |                      |   |             |             |  |  |       |       |

## Quarts de final
| Àustria                                                             | 7–5     | Suïssa                                 |
| ------------------------------------------------------------------- | ------- | -------------------------------------- |
| Wagner 25', 27', 53' · A. Körner 26', 34' · Ocwirk 32' · Probst 76' | Informe | Ballaman 16', 39' · Hügi 17', 19', 60' |

| Uruguai                                               | 4–2     | Anglaterra                 |
| ----------------------------------------------------- | ------- | -------------------------- |
| Borges 5' · Varela 39' · Schiaffino 46' · Ambrois 78' | Informe | Lofthouse 16' · Finney 67' |

| Alemanya Occidental         | 2–0     | Iugoslàvia |
| --------------------------- | ------- | ---------- |
| Horvat 9' (p.p.) · Rahn 85' | Informe |            |

| Hongria                                         | 4–2     | Brasil                               |
| ----------------------------------------------- | ------- | ------------------------------------ |
| Hidegkuti 4' · Kocsis 7', 88' · Lantos 60' (p.) | Informe | Djalma Santos 18' (p.) · Julinho 65' |

## Semifinals
| Alemanya Occidental                                                           | 6–1     | Àustria    |
| ----------------------------------------------------------------------------- | ------- | ---------- |
| Schäfer 31' · Morlock 47' · F. Walter 54' (p.), 64' (p.) · O. Walter 61', 89' | Informe | Probst 51' |

| Hongria                                        | 4–2 (pr.) | Uruguai          |
| ---------------------------------------------- | --------- | ---------------- |
| Czibor 13' · Hidegkuti 46' · Kocsis 111', 116' | Informe   | Hohberg 75', 86' |

## Tercer lloc
| Àustria                                           | 3–1     | Uruguai     |
| ------------------------------------------------- | ------- | ----------- |
| Stojaspal 16' (p.) · Cruz 59' (p.p.) · Ocwirk 89' | Informe | Hohberg 22' |

## Final
| Alemanya Occidental         | 3–2     | Hongria               |
| --------------------------- | ------- | --------------------- |
| Morlock 10' · Rahn 18', 84' | Informe | Puskás 6' · Czibor 8' |